# Pierre Bonnet (Zoologe)
Pierre Bonnet  (* 1. September 1897 in Villefranche-de-Rouergue; † 16. August 1990 in Toulouse) war ein französischer Arachnologe (Spinnenforscher).

## Leben und Werk
Pierre Bonnet war der Sohn von Eugène Bonnet, einem Lehrer, und Clotilde, Tochter des Comte Jean-Baptiste de Villeneuve.
Er studierte in Vic-en-Bigorre des Hautes-Pyrénées, bevor er zum Militärdienst im Januar 1916 einberufen wurde (Erster Weltkrieg 1914 bis 1918). Im April 1919 wurde er mit der Auszeichnung des Croix de guerre aus der Armee entlassen. Nach dem Kriege nahm er seine Studien in Montpellier und Toulouse wieder auf und schloss im Fach Zoologie im Jahre 1922 ab. Er wurde dann Präparator (Préparateur) an der Universität von Toulouse (Université de Toulouse), wo er seine gesamte Laufbahn bis zu seiner Pensionierung im Jahre 1962 als Dozent blieb.
Der Titel seiner Dissertation von 1930 lautete La Mue, l’Autonomie et la Régénération chez les Araignées, avec une étude des Dolomedes d’Europe. Thèses présentees a la Faculté des Sciences de Toulouse pour obtenir le Grade de Docteur es Sciences Naturelles.
Im Jahre 1930 schrieb er eine Arbeit um das Phänomen der Häutung (Ecdysis) und Regeneration bei den Spinnentieren, vor allem anhand der europäischen Arten der Gattung Dolomedes zu beschreiben. Bonnet veröffentlichte circa 50 wissenschaftliche Arbeiten bis 1945.
Sie waren das Ergebnis sehr ausgedehnter Beobachtungen an Hunderten von Exemplaren, die er – manchmal für viele Jahre – gehalten und gezüchtet hatte. Er studierte z. B. den Lebenszyklus von Philaeus chrysops (Salticidae), Latrodectus geometricus und Theridion tepidariorum (aus der Familie der Kugelspinnen) oder Physocyclus simoni (Pholcidae) und Filistata insidiatrix (Filistatidae).
Im Jahr 1945 veröffentlichte er den ersten Band der Bibliographia Araneorum. Der letzte Band erschien dann im Jahr 1961. In diesem analysiert er unzählige Arbeiten und Literaturstellen über Spinnen vor dem Jahre 1930. Er indiziert die wissenschaftlichen Namen, listet die Fehler und Fehlinterpretationen auf, die von ihren ursprünglichen Autoren gemacht wurden und legt strenge Regeln bei den Synonymen auf.
Die International Society of Arachnology vergibt Auszeichnungen u. a. den Pierre Bonnet Award for Devoted Service to the Advancement of Arachnology als Auszeichnung für herausragende Arbeiten im Bereich Arachnologie.

## Schriften (Auswahl)
- La Mue, l’Autonomie et la Regeneration chez les Araignees, avec une etude des Dolomedes d’Europe. Theses presentees a la Faculte des Sciences de Toulouse pour obtenir le Grade de Docteur es Sciences Naturelles. Lion et Fils, Toulouse 1930.
- Bibliographia Araneorum. Analyse méthodique de toute la litterature aranéologique jusqu’en. Tome Les Frères Douladoure, Toulouse 1939.